# علی‌آباد (نهبندان)
علی آباد روستایی در دهستان بندان بخش مرکزی شهرستان نهبندان استان خراسان جنوبی ایران است. بر پایه سرشماری عمومی نفوس و مسکن در سال ۱۳۹۰ جمعیت این روستا ۳۷ نفر (در ۸ خانوار) بوده است.